# Trofeo Alfredo Binda-Comune di Cittiglio 2015
La 40e édition du Trofeo Alfredo Binda-Comune di Cittiglio a eu lieu le 29 mars 2015. C'est la deuxième épreuve de la Coupe du monde de cyclisme sur route féminine 2015. Elle est remportée par la Britannique Elizabeth Armitstead.

## Présentation

### Parcours
Une partie en ligne longue de 17 km depuis le lac majeur est suivi par un tour long de 37,7 km qui escalade les pentes vers le village de Cunardo. Ensuite quatre tours long de 17,1 km avec la côte d'Orino situé à huit kilomètres de la ligne.

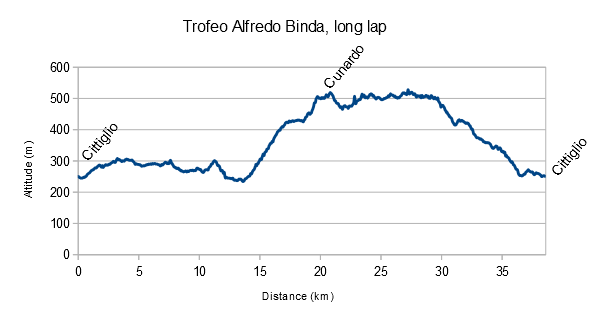
Profil du grand circuit long
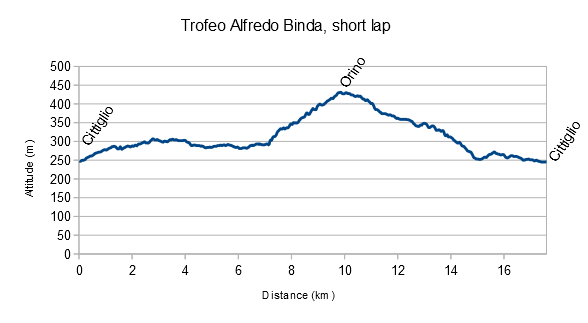
Profil du petit circuit

### Équipes
| Équipes féminines professionnelles (19)- Alé Cipollini - Aromitalia Vaiano - Astana-Acca Due O - BePink LaClassica - Bigla - Boels Dolmans - BTC City Ljubljana - Inpa Sottoli Bianchi Giusfredi - Lotto Soudal Ladies - Nö Radunion Vitalogic - Orica-AIS - Poitou-Charentes.Futuroscope.86 - Rabo Liv Women - Team Rytger - SC Michela Fanini Rox - Servetto Footon - Top Girls Fassa Bortolo - Velocio-SRAM - Wiggle Honda Équipes nationales (5)- États-Unis - France - Pologne - Russie - Suisse |
| |

## Récit de la course
Simona Frapporti attaque dès le premier kilomètre. Elle reprise au pied de la côte de Cunardo. La formation Boels Dolmans mène le train dans cette ascension. Elizabeth Armitstead remporte le prix de la montagne. Le peloton est alors réduit à vingt-cinq coureuses. Katrin Garfoot sort seule. Son avance atteint la minute. Elle est reprise vingt-cinq kilomètres après le début de son échappée. Au deuxième passage dans la côte d'Orino, Elizabeth Armitstead accélère une nouvelle fois. Elles sont treize à passer sur la ligne à deux tours de l'arrivée. La difficulté réduit de nouveau le groupe. Elles sont alors six : Elizabeth Armitstead, Pauline Ferrand-Prévot,  Jolanda Neff, Elisa Longo Borghini,  Alena Amialiusik et Anna van der Breggen. À l'entame du dernier tour, Pauline Ferrand-Prévot profite de la supériorité numérique de l'équipe Rabobank pour sortir. Elle prend quinze secondes, mais Longo Borghini, Armitstead et Van der Breggen la reprennent dans la montée finale. Les deux autres coureuses reviennent plus tard. Au sprint, Armistead s'impose largement devant Ferrand-Prévot.

## Classements

### Classement final
| \| Classement général \| Classement général \| Classement général \| Classement général \| Classement général \| \| Coureuse \| Coureuse \| Pays \| Équipe \| Temps \| \| ------------------ \| ---------------------- \| ------------------ \| ------------------- \| ------------------ \| \| 1re \| Lizzie Armitstead \| Royaume-Uni \| Boels Dolmans \| 3 h 08 min 13 s \| \| 2e \| Pauline Ferrand-Prévot \| France \| Rabo Liv Women \| + 0 s \| \| 3e \| Anna van der Breggen \| Pays-Bas \| Rabo Liv Women \| + 0 s \| \| 4e \| Elisa Longo Borghini \| Italie \| Wiggle Honda \| + 0 s \| \| 5e \| Alena Amialiusik \| Biélorussie \| Velocio-SRAM \| + 0 s \| \| 6e \| Jolanda Neff \| Suisse \| Servetto Footon \| + 3 s \| \| 7e \| Annemiek van Vleuten \| Pays-Bas \| Bigla \| + 1 min 31 s \| \| 8e \| Ellen van Dijk \| Pays-Bas \| Boels Dolmans \| + 1 min 31 s \| \| 9e \| Elena Cecchini \| Italie \| Lotto Soudal Ladies \| + 1 min 31 s \| \| 10e \| Ashleigh Moolman \| Afrique du Sud \| Bigla \| + 1 min 31 s \| |                        |                |                     |                 |
| |                        |                |                     |                 |
| Sources : ProCyclingStats Cycling Quotient |                        |                |                     |                 |
| Classement général |                        |                |                     |                 |
| Coureuse | Coureuse               | Pays           | Équipe              | Temps           |
| 1re | Lizzie Armitstead      | Royaume-Uni    | Boels Dolmans       | 3 h 08 min 13 s |
| 2e | Pauline Ferrand-Prévot | France         | Rabo Liv Women      | + 0 s           |
| 3e | Anna van der Breggen   | Pays-Bas       | Rabo Liv Women      | + 0 s           |
| 4e | Elisa Longo Borghini   | Italie         | Wiggle Honda        | + 0 s           |
| 5e | Alena Amialiusik       | Biélorussie    | Velocio-SRAM        | + 0 s           |
| 6e | Jolanda Neff           | Suisse         | Servetto Footon     | + 3 s           |
| 7e | Annemiek van Vleuten   | Pays-Bas       | Bigla               | + 1 min 31 s    |
| 8e | Ellen van Dijk         | Pays-Bas       | Boels Dolmans       | + 1 min 31 s    |
| 9e | Elena Cecchini         | Italie         | Lotto Soudal Ladies | + 1 min 31 s    |
| 10e | Ashleigh Moolman       | Afrique du Sud | Bigla               | + 1 min 31 s    |

### Points attribués
| Position           | 1er | 2e  | 3e | 4e | 5e | 6e | 7e | 8e | 9e | 10e | 11e | 12e | 13e | 14e | 15e | 16e | 17e | 18e | 19e | 20e |
| Classement général | 120 | 100 | 85 | 70 | 60 | 50 | 40 | 35 | 30 | 25  | 20  | 18  | 16  | 14  | 12  | 10  | 8   | 6   | 4   | 2   |

## Liste des participantes
| Légende | Légende                                                                                | Légende | Légende                                                    |
| ------- | -------------------------------------------------------------------------------------- | ------- | ---------------------------------------------------------- |
| Num     | Dossard de départ porté par le coureur sur ce Trofeo Alfredo Binda-Comune di Cittiglio | Pos     | Position à l'arrivée de la course                          |
|         | Indique un maillot de champion national ou mondial, suivi de sa spécialité             | NP      | Indique un coureur qui n'a pas pris le départ de la course |
| AB      | Indique un coureur qui n'a pas terminé la course                                       | HD      | Indique un coureur qui a terminé la course hors des délais |

| Rabo Liv Women RBW | Rabo Liv Women RBW                   | Rabo Liv Women RBW |
| ------------------ | ------------------------------------ | ------------------ |
| Num                | Coureuse                             | Pos                |
| 1                  | Pauline Ferrand-Prévot (FRA) (route) | 2e                 |
| 2                  | Lucinda Brand (NED)                  | 15e                |
| 3                  | Anna van der Breggen (NED)           | 3e                 |
| 5                  | Shara Gillow (AUS)                   | 33e                |
| 6                  | Katarzyna Niewiadoma (POL)           | 13e                |

| Orica-AIS OGE | Orica-AIS OGE              | Orica-AIS OGE |
| ------------- | -------------------------- | ------------- |
| Num           | Coureuse                   | Pos           |
| 7             | Valentina Scandolara (ITA) | 14e           |
| 8             | Amanda Spratt (AUS)        | 78e           |
| 9             | Katrin Garfoot (AUS)       | 67e           |
| 10            | Lizzie Williams (AUS)      | 52e           |
| 11            | Rachel Neylan (AUS)        | AB            |
| 12            | Gracie Elvin (AUS)         | AB            |

| Boels Dolmans DLT | Boels Dolmans DLT               | Boels Dolmans DLT |
| ----------------- | ------------------------------- | ----------------- |
| Num               | Coureuse                        | Pos               |
| 13                | Lizzie Armitstead (GBR)         | 1re               |
| 14                | Ellen van Dijk (NED)            | 8e                |
| 15                | Evelyn Stevens (USA)            | 37e               |
| 16                | Megan Guarnier (USA)            | 26e               |
| 17                | Chantal Blaak (NED)             | 32e               |
| 18                | Christine Majerus (LUX) (route) | 40e               |

| Wiggle Honda WHT | Wiggle Honda WHT              | Wiggle Honda WHT |
| ---------------- | ----------------------------- | ---------------- |
| Num              | Coureuse                      | Pos              |
| 19               | Elisa Longo Borghini (ITA)    | 4e               |
| 20               | Giorgia Bronzini (ITA)        | 18e              |
| 21               | Mara Abbott (USA)             | 39e              |
| 22               | Anna Sanchis (ESP)            | AB               |
| 23               | Audrey Cordon-Ragot (FRA)     | AB               |
| 24               | Mayuko Hagiwara (JPN) (route) | 82e              |

| Velocio-SRAM VEL | Velocio-SRAM VEL               | Velocio-SRAM VEL |
| ---------------- | ------------------------------ | ---------------- |
| Num              | Coureuse                       | Pos              |
| 25               | Alena Amialiusik (BLR) (route) | 5e               |
| 26               | Lisa Brennauer (GER) (route)   | 20e              |
| 27               | Karol-Ann Canuel (CAN)         | 31e              |
| 28               | Tiffany Cromwell (AUS)         | 11e              |
| 29               | Tayler Wiles (USA)             | 80e              |
| 30               | Trixi Worrack (GER)            | 21e              |

| Bigla BCT | Bigla BCT                      | Bigla BCT |
| --------- | ------------------------------ | --------- |
| Num       | Coureuse                       | Pos       |
| 31        | Annemiek van Vleuten (NED)     | 7e        |
| 32        | Doris Schweizer (SUI)          | 60e       |
| 33        | Clara Koppenburg (GER)         | AB        |
| 34        | Joëlle Numainville (CAN)       | 79e       |
| 35        | Ashleigh Moolman (RSA) (route) | 10e       |
| 36        | Sharon Laws (GBR)              | 59e       |

| Lotto Soudal Ladies LBL | Lotto Soudal Ladies LBL      | Lotto Soudal Ladies LBL |
| ----------------------- | ---------------------------- | ----------------------- |
| Num                     | Coureuse                     | Pos                     |
| 37                      | Elena Cecchini (ITA) (route) | 9e                      |
| 38                      | Anisha Vekemans (BEL)        | 46e                     |
| 39                      | Carlee Taylor (AUS)          | 34e                     |
| 41                      | Sarah Rijkes (AUT)           | AB                      |
| 42                      | Molly Meyvisch (BEL)         | AB                      |

| Alé Cipollini ALE | Alé Cipollini ALE         | Alé Cipollini ALE |
| ----------------- | ------------------------- | ----------------- |
| Num               | Coureuse                  | Pos               |
| 43                | Elena Berlato (ITA)       | 30e               |
| 44                | Małgorzata Jasińska (POL) | 62e               |
| 45                | Francesca Cauz (ITA)      | 28e               |
| 46                | Dalia Muccioli (ITA)      | 77e               |
| 47                | Marta Tagliaferro (ITA)   | 48e               |
| 48                | Simona Frapporti (ITA)    | 65e               |

| Inpa Sottoli Bianchi Giusfredi ISG | Inpa Sottoli Bianchi Giusfredi ISG | Inpa Sottoli Bianchi Giusfredi ISG |
| ---------------------------------- | ---------------------------------- | ---------------------------------- |
| Num                                | Coureuse                           | Pos                                |
| 49                                 | Rossella Ratto (ITA)               | 19e                                |
| 50                                 | Ane Santesteban (ESP)              | 63e                                |
| 51                                 | Daiva Tušlaitė (LTU)               | 44e                                |
| 52                                 | Tetyana Riabchenko (UKR) (route)   | 36e                                |
| 53                                 | Alice Maria Arzuffi (ITA)          | 70e                                |
| 54                                 | Anna Zita Maria Stricker (ITA)     | 72e                                |

| Astana-Acca Due O ASA | Astana-Acca Due O ASA    | Astana-Acca Due O ASA |
| --------------------- | ------------------------ | --------------------- |
| Num                   | Coureuse                 | Pos                   |
| 55                    | Olena Demydova (UKR)     | AB                    |
| 56                    | Kseniya Dobrynina (RUS)  | AB                    |
| 57                    | Milda Jankauskaitė (LTU) | 42e                   |
| 58                    | Larissa Pankowa (RUS)    | AB                    |
| 59                    | Marika Campagnaro (ITA)  | AB                    |
| 60                    | Aizhan Zhaparova (RUS)   | AB                    |

| BTC City Ljubljana BTC | BTC City Ljubljana BTC        | BTC City Ljubljana BTC |
| ---------------------- | ----------------------------- | ---------------------- |
| Num                    | Coureuse                      | Pos                    |
| 61                     | Eugenia Bujak (POL)           | 16e                    |
| 62                     | Eva Lechner (ITA)             | AB                     |
| 63                     | Polona Batagelj (SLO) (route) | AB                     |
| 64                     | Martina Ritter (AUT)          | 73e                    |
| 65                     | Urša Pintar (SLO)             | 61e                    |
| 66                     | Špela Kern (SLO)              | 58e                    |

| Servetto Footon SEF | Servetto Footon SEF             | Servetto Footon SEF |
| ------------------- | ------------------------------- | ------------------- |
| Num                 | Coureuse                        | Pos                 |
| 67                  | Tatiana Antoshina (RUS) (route) | 81e                 |
| 68                  | Elena Kuchinskaya (RUS)         | 57e                 |
| 69                  | Anna Potokina (RUS)             | 41e                 |
| 70                  | Elena Franchi (ITA)             | AB                  |
| 71                  | Riccarda Mazzotta (SUI)         | AB                  |
| 72                  | Sari Saarelainen (FIN)          | 55e                 |

| Poitou-Charentes.Futuroscope.86 FUT | Poitou-Charentes.Futuroscope.86 FUT | Poitou-Charentes.Futuroscope.86 FUT |
| ----------------------------------- | ----------------------------------- | ----------------------------------- |
| Num                                 | Coureuse                            | Pos                                 |
| 73                                  | Amélie Rivat (FRA)                  | 24e                                 |
| 74                                  | Charlotte Bravard (FRA)             | 74e                                 |
| 75                                  | Greta Richioud (FRA)                | AB                                  |
| 76                                  | Lucie Pader (FRA)                   | AB                                  |

| SC Michela Fanini Rox MIC | SC Michela Fanini Rox MIC | SC Michela Fanini Rox MIC |
| ------------------------- | ------------------------- | ------------------------- |
| Num                       | Coureuse                  | Pos                       |
| 79                        | Lara Vieceli (ITA)        | 27e                       |
| 80                        | Edwige Pitel (FRA)        | 38e                       |
| 81                        | Nina Gulino (ITA)         | AB                        |
| 82                        | Michela Balducci (ITA)    | AB                        |
| 83                        | Eyerusalem Kelil (ETH)    | AB                        |
| 84                        | Azzurra D'Intino (ITA)    | AB                        |

| BePink LaClassica BPK | BePink LaClassica BPK   | BePink LaClassica BPK |
| --------------------- | ----------------------- | --------------------- |
| Num                   | Coureuse                | Pos                   |
| 85                    | Ruby Livingstone (NZL)  | AB                    |
| 86                    | Georgia Williams (NZL)  | AB                    |
| 87                    | Jaime Nielsen (NZL)     | AB                    |
| 88                    | Ana Maria Covrig (ROU)  | 76e                   |
| 89                    | Simona Bortolotti (ITA) | AB                    |
| 90                    | Kseniya Tuhai (BLR)     | 50e                   |

| Aromitalia Vaiano VAI | Aromitalia Vaiano VAI   | Aromitalia Vaiano VAI |
| --------------------- | ----------------------- | --------------------- |
| Num                   | Coureuse                | Pos                   |
| 91                    | Rasa Leleivytė (LTU)    | 49e                   |
| 92                    | Marta Bastianelli (ITA) | 45e                   |
| 93                    | Martina Biolo (ITA)     | AB                    |
| 94                    | Alessia Martini (ITA)   | AB                    |
| 95                    | Lija Laizāne (LAT)      | AB                    |
| 96                    | Allison Linnell (USA)   | AB                    |

| Team Rytger TRY | Team Rytger TRY             | Team Rytger TRY |
| --------------- | --------------------------- | --------------- |
| Num             | Coureuse                    | Pos             |
| 97              | Cecilie Uttrup Ludwig (DEN) | AB              |
| 98              | Chloe Fraser (GBR)          | AB              |
| 99              | Amy Hill (GBR)              | AB              |
| 100             | Ellinor Huusko (SWE)        | AB              |
| 101             | Olivia Overskov Jakobsen    | AB              |
| 102             | Nina Krebs Ovesen           | AB              |

| Top Girls Fassa Bortolo TOG | Top Girls Fassa Bortolo TOG | Top Girls Fassa Bortolo TOG |
| --------------------------- | --------------------------- | --------------------------- |
| Num                         | Coureuse                    | Pos                         |
| 103                         | Irene Bitto (ITA)           | AB                          |
| 104                         | Elena Leonardi (ITA)        | AB                          |
| 105                         | Jennifer Fiori (ITA)        | AB                          |
| 106                         | Asja Paladin (ITA)          | 83e                         |
| 107                         | Soraya Paladin (ITA)        | AB                          |
| 108                         | Chiara Pierobon (ITA)       | 54e                         |

| Nö Radunion Vitalogic NOE | Nö Radunion Vitalogic NOE | Nö Radunion Vitalogic NOE |
| ------------------------- | ------------------------- | ------------------------- |
| Num                       | Coureuse                  | Pos                       |
| 109                       | Christina Perchtold (AUT) | AB                        |
| 111                       | Laura Simenc (SLO)        | AB                        |
| 112                       | Julia Deuerlein (GER)     | AB                        |
| 113                       | Elisabeth Riegler (AUT)   | AB                        |
| 114                       | Sandra Reisenhofer (AUT)  | AB                        |

| États-Unis USA | États-Unis USA  | États-Unis USA |
| -------------- | --------------- | -------------- |
| Num            | Coureuse        | Pos            |
| 115            | Carmen Small    | 12e            |
| 116            | Lauren Hall     | 22e            |
| 117            | Lauren Komanski | 71e            |
| 118            | Laura Jorgensen | AB             |
| 119            | Heather Fischer | AB             |
| 120            | Andrea Dvorak   | 35e            |

| France FRA | France FRA        | France FRA |
| ---------- | ----------------- | ---------- |
| Num        | Coureuse          | Pos        |
| 121        | Marion Sicot      | 66e        |
| 122        | Manon Souyris     | 51e        |
| 123        | Mélodie Lesueur   | 68e        |
| 124        | Anabelle Dreville | 25e        |
| 125        | Fanny Leleu       | 69e        |
| 126        | Marjolaine Bazin  | AB         |

| Russie RUS | Russie RUS          | Russie RUS |
| ---------- | ------------------- | ---------- |
| Num        | Coureuse            | Pos        |
| 127        | Natalja Bojarskaja  | 75e        |
| 128        | Aleksandra Chekina  | 47e        |
| 129        | Svetlana Kuznetsova | 29e        |
| 130        | Anastasia Iakovenko | 56e        |
| 131        | Tatiana Shamanova   | AB         |
| 132        | Oxana Kozonchuk     | 17e        |

| Pologne POL | Pologne POL                | Pologne POL |
| ----------- | -------------------------- | ----------- |
| Num         | Coureuse                   | Pos         |
| 133         | Paulina Brzeźna-Bentkowska | 64e         |
| 134         | Monika Brzeźna             | 53e         |
| 135         | Anna Plichta               | 23e         |
| 136         | Katarzyna Wilkos           | AB          |
| 137         | Aleksandra Kardaś          | AB          |
| 138         | Anna Skalniak              | AB          |

| Suisse SUI | Suisse SUI             | Suisse SUI |
| ---------- | ---------------------- | ---------- |
| Num        | Coureuse               | Pos        |
| 139        | Mirjam Gysling (route) | AB         |
| 140        | Linda Indergand        | 43e        |
| 141        | Jolanda Neff           | 6e         |
| 142        | Jutta Stienen          | AB         |
| 143        | Sandra Weiss           | AB         |

| Rabo Liv Women RBW | Rabo Liv Women RBW                   | Rabo Liv Women RBW |
| ------------------ | ------------------------------------ | ------------------ |
| Num                | Coureuse                             | Pos                |
| 1                  | Pauline Ferrand-Prévot (FRA) (route) | 2e                 |
| 2                  | Lucinda Brand (NED)                  | 15e                |
| 3                  | Anna van der Breggen (NED)           | 3e                 |
| 5                  | Shara Gillow (AUS)                   | 33e                |
| 6                  | Katarzyna Niewiadoma (POL)           | 13e                |

| Orica-AIS OGE | Orica-AIS OGE              | Orica-AIS OGE |
| ------------- | -------------------------- | ------------- |
| Num           | Coureuse                   | Pos           |
| 7             | Valentina Scandolara (ITA) | 14e           |
| 8             | Amanda Spratt (AUS)        | 78e           |
| 9             | Katrin Garfoot (AUS)       | 67e           |
| 10            | Lizzie Williams (AUS)      | 52e           |
| 11            | Rachel Neylan (AUS)        | AB            |
| 12            | Gracie Elvin (AUS)         | AB            |

| Boels Dolmans DLT | Boels Dolmans DLT               | Boels Dolmans DLT |
| ----------------- | ------------------------------- | ----------------- |
| Num               | Coureuse                        | Pos               |
| 13                | Lizzie Armitstead (GBR)         | 1re               |
| 14                | Ellen van Dijk (NED)            | 8e                |
| 15                | Evelyn Stevens (USA)            | 37e               |
| 16                | Megan Guarnier (USA)            | 26e               |
| 17                | Chantal Blaak (NED)             | 32e               |
| 18                | Christine Majerus (LUX) (route) | 40e               |

| Wiggle Honda WHT | Wiggle Honda WHT              | Wiggle Honda WHT |
| ---------------- | ----------------------------- | ---------------- |
| Num              | Coureuse                      | Pos              |
| 19               | Elisa Longo Borghini (ITA)    | 4e               |
| 20               | Giorgia Bronzini (ITA)        | 18e              |
| 21               | Mara Abbott (USA)             | 39e              |
| 22               | Anna Sanchis (ESP)            | AB               |
| 23               | Audrey Cordon-Ragot (FRA)     | AB               |
| 24               | Mayuko Hagiwara (JPN) (route) | 82e              |

| Velocio-SRAM VEL | Velocio-SRAM VEL               | Velocio-SRAM VEL |
| ---------------- | ------------------------------ | ---------------- |
| Num              | Coureuse                       | Pos              |
| 25               | Alena Amialiusik (BLR) (route) | 5e               |
| 26               | Lisa Brennauer (GER) (route)   | 20e              |
| 27               | Karol-Ann Canuel (CAN)         | 31e              |
| 28               | Tiffany Cromwell (AUS)         | 11e              |
| 29               | Tayler Wiles (USA)             | 80e              |
| 30               | Trixi Worrack (GER)            | 21e              |

| Bigla BCT | Bigla BCT                      | Bigla BCT |
| --------- | ------------------------------ | --------- |
| Num       | Coureuse                       | Pos       |
| 31        | Annemiek van Vleuten (NED)     | 7e        |
| 32        | Doris Schweizer (SUI)          | 60e       |
| 33        | Clara Koppenburg (GER)         | AB        |
| 34        | Joëlle Numainville (CAN)       | 79e       |
| 35        | Ashleigh Moolman (RSA) (route) | 10e       |
| 36        | Sharon Laws (GBR)              | 59e       |

| Lotto Soudal Ladies LBL | Lotto Soudal Ladies LBL      | Lotto Soudal Ladies LBL |
| ----------------------- | ---------------------------- | ----------------------- |
| Num                     | Coureuse                     | Pos                     |
| 37                      | Elena Cecchini (ITA) (route) | 9e                      |
| 38                      | Anisha Vekemans (BEL)        | 46e                     |
| 39                      | Carlee Taylor (AUS)          | 34e                     |
| 41                      | Sarah Rijkes (AUT)           | AB                      |
| 42                      | Molly Meyvisch (BEL)         | AB                      |

| Alé Cipollini ALE | Alé Cipollini ALE         | Alé Cipollini ALE |
| ----------------- | ------------------------- | ----------------- |
| Num               | Coureuse                  | Pos               |
| 43                | Elena Berlato (ITA)       | 30e               |
| 44                | Małgorzata Jasińska (POL) | 62e               |
| 45                | Francesca Cauz (ITA)      | 28e               |
| 46                | Dalia Muccioli (ITA)      | 77e               |
| 47                | Marta Tagliaferro (ITA)   | 48e               |
| 48                | Simona Frapporti (ITA)    | 65e               |

| Inpa Sottoli Bianchi Giusfredi ISG | Inpa Sottoli Bianchi Giusfredi ISG | Inpa Sottoli Bianchi Giusfredi ISG |
| ---------------------------------- | ---------------------------------- | ---------------------------------- |
| Num                                | Coureuse                           | Pos                                |
| 49                                 | Rossella Ratto (ITA)               | 19e                                |
| 50                                 | Ane Santesteban (ESP)              | 63e                                |
| 51                                 | Daiva Tušlaitė (LTU)               | 44e                                |
| 52                                 | Tetyana Riabchenko (UKR) (route)   | 36e                                |
| 53                                 | Alice Maria Arzuffi (ITA)          | 70e                                |
| 54                                 | Anna Zita Maria Stricker (ITA)     | 72e                                |

| Astana-Acca Due O ASA | Astana-Acca Due O ASA    | Astana-Acca Due O ASA |
| --------------------- | ------------------------ | --------------------- |
| Num                   | Coureuse                 | Pos                   |
| 55                    | Olena Demydova (UKR)     | AB                    |
| 56                    | Kseniya Dobrynina (RUS)  | AB                    |
| 57                    | Milda Jankauskaitė (LTU) | 42e                   |
| 58                    | Larissa Pankowa (RUS)    | AB                    |
| 59                    | Marika Campagnaro (ITA)  | AB                    |
| 60                    | Aizhan Zhaparova (RUS)   | AB                    |

| BTC City Ljubljana BTC | BTC City Ljubljana BTC        | BTC City Ljubljana BTC |
| ---------------------- | ----------------------------- | ---------------------- |
| Num                    | Coureuse                      | Pos                    |
| 61                     | Eugenia Bujak (POL)           | 16e                    |
| 62                     | Eva Lechner (ITA)             | AB                     |
| 63                     | Polona Batagelj (SLO) (route) | AB                     |
| 64                     | Martina Ritter (AUT)          | 73e                    |
| 65                     | Urša Pintar (SLO)             | 61e                    |
| 66                     | Špela Kern (SLO)              | 58e                    |

| Servetto Footon SEF | Servetto Footon SEF             | Servetto Footon SEF |
| ------------------- | ------------------------------- | ------------------- |
| Num                 | Coureuse                        | Pos                 |
| 67                  | Tatiana Antoshina (RUS) (route) | 81e                 |
| 68                  | Elena Kuchinskaya (RUS)         | 57e                 |
| 69                  | Anna Potokina (RUS)             | 41e                 |
| 70                  | Elena Franchi (ITA)             | AB                  |
| 71                  | Riccarda Mazzotta (SUI)         | AB                  |
| 72                  | Sari Saarelainen (FIN)          | 55e                 |

| Poitou-Charentes.Futuroscope.86 FUT | Poitou-Charentes.Futuroscope.86 FUT | Poitou-Charentes.Futuroscope.86 FUT |
| ----------------------------------- | ----------------------------------- | ----------------------------------- |
| Num                                 | Coureuse                            | Pos                                 |
| 73                                  | Amélie Rivat (FRA)                  | 24e                                 |
| 74                                  | Charlotte Bravard (FRA)             | 74e                                 |
| 75                                  | Greta Richioud (FRA)                | AB                                  |
| 76                                  | Lucie Pader (FRA)                   | AB                                  |

| SC Michela Fanini Rox MIC | SC Michela Fanini Rox MIC | SC Michela Fanini Rox MIC |
| ------------------------- | ------------------------- | ------------------------- |
| Num                       | Coureuse                  | Pos                       |
| 79                        | Lara Vieceli (ITA)        | 27e                       |
| 80                        | Edwige Pitel (FRA)        | 38e                       |
| 81                        | Nina Gulino (ITA)         | AB                        |
| 82                        | Michela Balducci (ITA)    | AB                        |
| 83                        | Eyerusalem Kelil (ETH)    | AB                        |
| 84                        | Azzurra D'Intino (ITA)    | AB                        |

| BePink LaClassica BPK | BePink LaClassica BPK   | BePink LaClassica BPK |
| --------------------- | ----------------------- | --------------------- |
| Num                   | Coureuse                | Pos                   |
| 85                    | Ruby Livingstone (NZL)  | AB                    |
| 86                    | Georgia Williams (NZL)  | AB                    |
| 87                    | Jaime Nielsen (NZL)     | AB                    |
| 88                    | Ana Maria Covrig (ROU)  | 76e                   |
| 89                    | Simona Bortolotti (ITA) | AB                    |
| 90                    | Kseniya Tuhai (BLR)     | 50e                   |

| Aromitalia Vaiano VAI | Aromitalia Vaiano VAI   | Aromitalia Vaiano VAI |
| --------------------- | ----------------------- | --------------------- |
| Num                   | Coureuse                | Pos                   |
| 91                    | Rasa Leleivytė (LTU)    | 49e                   |
| 92                    | Marta Bastianelli (ITA) | 45e                   |
| 93                    | Martina Biolo (ITA)     | AB                    |
| 94                    | Alessia Martini (ITA)   | AB                    |
| 95                    | Lija Laizāne (LAT)      | AB                    |
| 96                    | Allison Linnell (USA)   | AB                    |

| Team Rytger TRY | Team Rytger TRY             | Team Rytger TRY |
| --------------- | --------------------------- | --------------- |
| Num             | Coureuse                    | Pos             |
| 97              | Cecilie Uttrup Ludwig (DEN) | AB              |
| 98              | Chloe Fraser (GBR)          | AB              |
| 99              | Amy Hill (GBR)              | AB              |
| 100             | Ellinor Huusko (SWE)        | AB              |
| 101             | Olivia Overskov Jakobsen    | AB              |
| 102             | Nina Krebs Ovesen           | AB              |

| Top Girls Fassa Bortolo TOG | Top Girls Fassa Bortolo TOG | Top Girls Fassa Bortolo TOG |
| --------------------------- | --------------------------- | --------------------------- |
| Num                         | Coureuse                    | Pos                         |
| 103                         | Irene Bitto (ITA)           | AB                          |
| 104                         | Elena Leonardi (ITA)        | AB                          |
| 105                         | Jennifer Fiori (ITA)        | AB                          |
| 106                         | Asja Paladin (ITA)          | 83e                         |
| 107                         | Soraya Paladin (ITA)        | AB                          |
| 108                         | Chiara Pierobon (ITA)       | 54e                         |

| Nö Radunion Vitalogic NOE | Nö Radunion Vitalogic NOE | Nö Radunion Vitalogic NOE |
| ------------------------- | ------------------------- | ------------------------- |
| Num                       | Coureuse                  | Pos                       |
| 109                       | Christina Perchtold (AUT) | AB                        |
| 111                       | Laura Simenc (SLO)        | AB                        |
| 112                       | Julia Deuerlein (GER)     | AB                        |
| 113                       | Elisabeth Riegler (AUT)   | AB                        |
| 114                       | Sandra Reisenhofer (AUT)  | AB                        |

| États-Unis USA | États-Unis USA  | États-Unis USA |
| -------------- | --------------- | -------------- |
| Num            | Coureuse        | Pos            |
| 115            | Carmen Small    | 12e            |
| 116            | Lauren Hall     | 22e            |
| 117            | Lauren Komanski | 71e            |
| 118            | Laura Jorgensen | AB             |
| 119            | Heather Fischer | AB             |
| 120            | Andrea Dvorak   | 35e            |

| France FRA | France FRA        | France FRA |
| ---------- | ----------------- | ---------- |
| Num        | Coureuse          | Pos        |
| 121        | Marion Sicot      | 66e        |
| 122        | Manon Souyris     | 51e        |
| 123        | Mélodie Lesueur   | 68e        |
| 124        | Anabelle Dreville | 25e        |
| 125        | Fanny Leleu       | 69e        |
| 126        | Marjolaine Bazin  | AB         |

| Russie RUS | Russie RUS          | Russie RUS |
| ---------- | ------------------- | ---------- |
| Num        | Coureuse            | Pos        |
| 127        | Natalja Bojarskaja  | 75e        |
| 128        | Aleksandra Chekina  | 47e        |
| 129        | Svetlana Kuznetsova | 29e        |
| 130        | Anastasia Iakovenko | 56e        |
| 131        | Tatiana Shamanova   | AB         |
| 132        | Oxana Kozonchuk     | 17e        |

| Pologne POL | Pologne POL                | Pologne POL |
| ----------- | -------------------------- | ----------- |
| Num         | Coureuse                   | Pos         |
| 133         | Paulina Brzeźna-Bentkowska | 64e         |
| 134         | Monika Brzeźna             | 53e         |
| 135         | Anna Plichta               | 23e         |
| 136         | Katarzyna Wilkos           | AB          |
| 137         | Aleksandra Kardaś          | AB          |
| 138         | Anna Skalniak              | AB          |

| Suisse SUI | Suisse SUI             | Suisse SUI |
| ---------- | ---------------------- | ---------- |
| Num        | Coureuse               | Pos        |
| 139        | Mirjam Gysling (route) | AB         |
| 140        | Linda Indergand        | 43e        |
| 141        | Jolanda Neff           | 6e         |
| 142        | Jutta Stienen          | AB         |
| 143        | Sandra Weiss           | AB         |

Source.